# Myskmåra
Myskmåra (Galium triflorum) är en växtart i familjen måreväxter.

## Beskrivning
Myskmåra är en flerårig ört med veka stjälkar som ger den ett nedliggande växtsätt. Längs stjälkarna, som kan bli upp mot 50 centimeter långa och som hos många anda måror växer lite snärjande, sitter bladkransar med sex brett lansettlika och uddspetsiga blad i varje krans. Blommorna är små och grönvita med en platt, fatlik blomkrona med fyra kronblad. Blomningstiden är juli till augusti.
Myskmåran luktar om den torkar liksom en del andra måreväxter kumarin.
Den med myskmåra närmast förväxlingsbara arten är myskmadra (Galium odoratum). Några skiljetecken är dock att myskmadra har upprätt stjälk, åttabladiga bladkransar och rent vita, trattlika blommor, detta till skillnad från myskmårans nedliggande stjälk, sexbladiga bladkransar och grönvita, fatlika blommor.

## Utbredning
Myskmåra har cirkumpolär utbredning på norra halvklotet (Euroasien och Nordamerika). Den förekommer framförallt i boreala regioner. I Europa finns den främst i Norden, i Sverige, Norge och Finland, samt i norra europeiska Ryssland. Den finns dock även i vissa områden i Alperna och i ett område i södra Turkiet.
I Sverige är myskmåra sällsynt och förekommer främst i landets norra delar. Den växer både i kusttrakter och inland, men inte i fjällen, på fuktiga och skuggiga platser i skogar, bland annat på multnande nedfallna trädstammar, i rasbranter och vid bäckar. Den är i Sverige rödlistad som nära hotad.